# SBS M
SBS M är en sydkoreansk musik-TV-kanal som ägs av Seoul Broadcasting System.

## TV-program i urval
- The Show